# 20er v. Chr.
Portal Geschichte | Portal Biografien | Aktuelle Ereignisse | Jahreskalender | Tagesartikel

◄ |
1. Jahrtausend v. Chr. |

◄ |
2. Jh. v. Chr. |
1. Jahrhundert v. Chr. |
1. Jh. |
►

◄ | 50er v. Chr. | 40er v. Chr. | 30er v. Chr. | 20er v. Chr. |
10er v. Chr. |
0er v. Chr. |
0er |
►

29 v. Chr. |
28 v. Chr. |
27 v. Chr. |
26 v. Chr. |
25 v. Chr. |
24 v. Chr. |
23 v. Chr. |
22 v. Chr. |
21 v. Chr. |
20 v. Chr.

## Ereignisse
- 16. Januar 27 v. Chr.: Der Senat verleiht Augustus den Titel Augustus. Fortan geht er mit diesem Namen in die Geschichte als erster römischer Kaiser ein.

## Wirtschaft
- 23 v. Chr.: Kaiser Augustus führt eine feste Währungs- und Geldordnung ein. Das System unterscheidet Goldmünzen (Aureas), Silbermünzen (Denaurius), Messingmünzen (Sestertius, Dupondius) und Kupfermünzen (As).